# 科洛馬茨凱

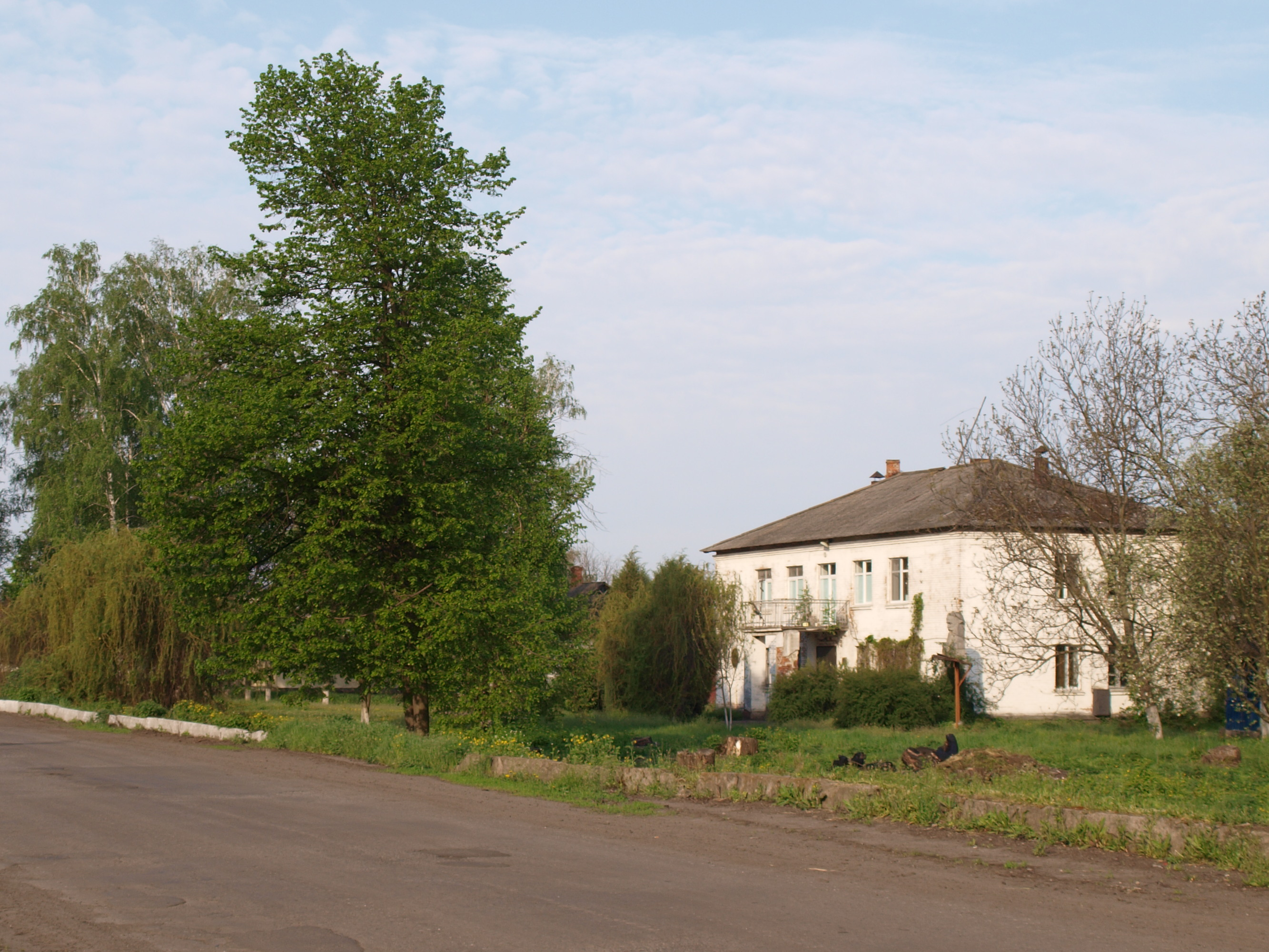

科洛马茨凯（烏克蘭語：Коломацьке），2016年之前为庫利科韋（烏克蘭語：Куликове），是烏克蘭中部波爾塔瓦州波爾塔瓦區科洛马茨凯市镇内的村落及其行政中心。處於科洛馬克河左岸，分別距離杜德尼科韋0.5公里和伊扎基夫卡4.5公里，海拔高度91米，2001年人口814。